# Бандикут кролячий
Бандикут кролячий (лат. Macrotis lagotis) — австралійський сумчастий ссавець з родини бандикутових роду (Macrotis). Австралійська назва тварини — білбі.

## Зовнішність
У білбі довга шовковиста сіра з блакитнуватим відливом шерсть, довгі кролячі вуха та довгий волохатий двоколірний хвіст — біля основи чорний, на кінці білий, самий кінчик хвостика голий. Суттєво відрізняються від бандикутів зуби білбі — великі корінні зуби у дорослих особин мають гладеньку увігнуту поверхню в той час які в інших бандикутів вони вкриті гострими горбочками.

## Спосіб життя
Від інших представників своєї родини бандикут кролячий відрізняється не лише зовнішністю, але й способом життя — риє глибокі нори, їсть більше м'яса та веде нічний спосіб життя. Харчується тварина як комахами та їх личинками так і дрібними ссавцями, наприклад завезеними до Австралії мишами. Має добре розвинуті ікла. Полює ця тварина вночі. Орієнтується переважно на слух та нюх, бо має слабкий зір. Спить тварина присівши на задні лапи та засунувши морду між передніми.
Живуть бандикути кролячі парами, причому кожна у своїй норі. Нори тварини риють передніми лапами з широкими кігтями, а голим кінчиком хвоста розрівнюють землю позад себе. Нора спіраллю опускається на глибину до 1,5 метри чи навіть більше і має лише один вихід. Бандикути кролячі риють нори настільки швидко, що звірятко неможливо зловити з лопатою бо воно ритиме хід далі швидше ніж людина розкопуватиме нору.
Розмножуються у березні—травні (що у південній півкулі відповідає осені). Самиця бандикутів кролячих народжує лише 1—2 дитинчат, хоч і має 8 сосків. Сумка в білбі відкривається вниз і назад.

## Сучасний стан
Аборигени цінували шкурки та особливо двокольорові хвости бандикутів кролячих, ще до появи європейців. Вони ймовірно частково винищили цю малоплодючу тварину, але на початок колонізації бандикути кролячі іще часто зустрічалися у південній частині континенту. Протягом ХХ століття ареал тварини суттєво скоротився, спершу внаслідок хутрового полювання, а потім по білбі дуже тяжко вдарили такі заходи боротьби з кролями як пастки та отруєні приманки. Люди завезли в Австралію лисиць які полюють на бандикутів кролячих, тож зараз тваринка збереглася лише в ненаселеній чи слабко заселеній місцевості на заході континенту. Зрідка трапляються в напівпустелях оскільки це незвичне та малопридатне для них середовище.